# Mr. Peck Goes Calling
Mr. Peck Goes Calling est un film américain réalisé par Dell Henderson et Mack Sennett et sorti en 1911.

## Fiche technique
- Titre original : Mr. Peck Goes Calling
- Réalisation : Mack Sennett
- Société de production : Biograph Company
- Pays de production :  États-Unis
- Langue originale : anglais
- Format : noir et blanc - film muet
- Date de sortie :
  - USA : 31 juillet 1911